# Canton de Vannes-3
Le canton de Vannes-3 est une circonscription électorale française du département du Morbihan.

## Histoire
Un nouveau découpage territorial du Morbihan entre en vigueur à l'occasion des élections départementales de 2015. Il est défini par le décret du 21 février 2014, en application des lois du 17 mai 2013 (loi organique 2013-402 et loi 2013-403). Les conseillers départementaux sont, à compter de ces élections, élus au scrutin majoritaire binominal mixte. Les électeurs de chaque canton élisent au Conseil départemental, nouvelle appellation du Conseil général, deux membres de sexe différent, qui se présentent en binôme de candidats. Les conseillers départementaux sont élus pour 6 ans au scrutin binominal majoritaire à deux tours, l'accès au second tour nécessitant 12,5 % des inscrits au 1er tour. En outre la totalité des conseillers départementaux est renouvelée. Ce nouveau mode de scrutin nécessite un redécoupage des cantons dont le nombre est divisé par deux avec arrondi à l'unité impaire supérieure si ce nombre n'est pas entier impair, assorti de conditions de seuils minimaux. Dans le Morbihan, le nombre de cantons passe ainsi de 42 à 21.
Le canton de Vannes-3 est formé de communes des anciens cantons de Grand-Champ (1 commune), d'Elven (3 communes) et de Vannes-Est (1 commune) et d'une fraction de la commune de Vannes. Il est entièrement inclus dans l'arrondissement de Vannes. Le bureau centralisateur est situé à Vannes.

## Représentation
| Période élective | Période élective | Mandat | Mandat   | Identité          | Nuance | Nuance | Qualité |
| ---------------- | ---------------- | ------ | -------- | ----------------- | ------ | ------ | --- |
| 2015             | 2021             | 2015   | 2021     | Gilles Dufeigneux |        | DVD    | Administrateur civil au ministère de l'intérieur, diplomate Conseiller régional (2010-2015) Conseiller municipal de Vannes (depuis 2008) |
| 2015             | 2021             | 2015   | 2021     | Gaëlle Favennec   |        | DVD    | Adjointe au maire de Monterblanc 8e vice-présidente de la commission permanente du conseil départemental                                 |
| 2021             | 2028             | 2021   | en cours | Gilles Dufeigneux |        | DVD    | Conseiller sortant, 12ème Vice-Président du conseil départemental, délégué à l’attractivité et aux grands événements                     |
| 2021             | 2028             | 2021   | en cours | Gaëlle Favennec   |        | DVD    | Conseillère sortante 3ème Vice-Présidente du conseil départemental, déléguée à l’insertion et à l’emploi                                 |

### Résultats détaillés

#### Élections de mars 2015
À l'issue du 1er tour des élections départementales de 2015, deux binômes sont en ballottage : Gilles Dufeigneux et Gaëlle Favennec (Union de la Droite, 39,04 %) et Annaïck Dubos-Olivier et Thierry Eveno (Union de la Gauche, 35,46 %). Le taux de participation est de 51,43 % (12 189 votants sur 23 701 inscrits) contre 52,56 % au niveau départemental et 50,17 % au niveau national.
Au second tour, Gilles Dufeigneux et Gaëlle Favennec (Union de la Droite) sont élus avec 54,52 % des suffrages exprimés et un taux de participation de 48,56 % (5 790 voix pour 11 503 votants et 23 689 inscrits).
Gilles Dufeigneux a été suspendu de l'UDI.

#### Élections de juin 2021
Le premier tour des élections départementales de 2021 est marqué par un très faible taux de participation (33,26 % au niveau national). Dans le canton de Vannes-3, ce taux de participation est de 34,25 % (8 806 votants sur 25 710 inscrits) contre 34,81 % au niveau départemental. À l'issue de ce premier tour, deux binômes sont en ballottage : Gilles Dufeigneux et Gaëlle Favennec (DVD, 37,07 %) et François Cardron et Morgane Le Roux (DVG, 33,62 %).
Le second tour des élections est marqué une nouvelle fois par une abstention massive équivalente au premier tour. Les taux de participation sont de 34,36 % au niveau national, 36 % dans le département et 35,72 % dans le canton de Vannes-3. Gilles Dufeigneux et Gaëlle Favennec (DVD) sont élus avec 50,11 % des suffrages exprimés (4 355 voix pour 9 186 votants et 25 718 inscrits),,.

## Composition
| Nom                            | Code Insee | Intercommunalité                            | Superficie (km2) | Population (dernière pop. légale)                | Densité (hab./km2) | Modifier                                    |
| ------------------------------ | ---------- | ------------------------------------------- | ---------------- | ------------------------------------------------ | ------------------ | ------------------------------------------- |
| Vannes (bureau centralisateur) | 56260      | CA Golfe du Morbihan - Vannes Agglomération | 32,30            | Fraction : 11 193 (2022) Commune : 54 955 (2022) | 1 701              | modifier les données · modifier les données |
| Meucon                         | 56132      | CA Golfe du Morbihan - Vannes Agglomération | 5,73             | 2 278 (2022)                                     | 398                | modifier les données · modifier les données |
| Monterblanc                    | 56137      | CA Golfe du Morbihan - Vannes Agglomération | 25,41            | 3 342 (2022)                                     | 132                | modifier les données · modifier les données |
| Saint-Avé                      | 56206      | CA Golfe du Morbihan - Vannes Agglomération | 26,09            | 12 173 (2022)                                    | 467                | modifier les données · modifier les données |
| Saint-Nolff                    | 56231      | CA Golfe du Morbihan - Vannes Agglomération | 25,92            | 3 952 (2022)                                     | 152                | modifier les données · modifier les données |
| Treffléan                      | 56255      | CA Golfe du Morbihan - Vannes Agglomération | 18,26            | 2 531 (2022)                                     | 139                | modifier les données · modifier les données |
| Canton de Vannes-3             | 5621       |                                             |                  | 35 469 (2022)                                    |                    | modifier les données                        |

Le canton de Vannes-3 comprend :
1. cinq communes entières,
2. la partie de la commune de Vannes non incluse dans les cantons de Vannes-1 et de Vannes-2.

## Démographie
En 2022, le canton comptait 35 469 habitants, en évolution de +6,7 % par rapport à 2016 (Morbihan : +3,82 %, France hors Mayotte : +2,11 %).
| 2013   | 2018   | 2022   |
| ------ | ------ | ------ |
| 32 422 | 34 157 | 35 469 |